# Teclaire Bille Esono
Teclaire Bille Esono (* 7. Juli 1988 in Kamerun; † 14. Dezember 2010 in Edéa, Kamerun) war eine aus Kamerun stammende äquatorialguineische Fußballspielerin, die auf der Position einer Abwehrspielerin zum Einsatz kam.

## Leben und Karriere
In Äquatorialguinea spielte sie für den Fußballverein Bellas Artes und zuvor in Kamerun für Caïman fille d’Akwa, Ngondi Nkam de Yabassi und Louves Minprof de Yaoundé. Seit 2009 gehörte sie der äquatorialguineischen Frauenfußballnationalmannschaft an und nahm mit dieser an der Fußball-Afrikameisterschaft der Frauen 2010 teil, über die sie sich auch als Zweitplatzierter hinter dem Sieger Nigeria für die WM 2011 in Deutschland qualifizierte. 
Im Dezember 2010 starb die 22-Jährige bei einem Verkehrsunfall in Kamerun. Der Verkehrsunfall ereignete sich auf einer Straße in Edéa, auf der bereits viele Unfälle passierten. Unter den drei Opfern befanden sich auch ihr Bruder sowie Pablo Boyas, der technische Direktor des äquatorialguineischen Erstligisten Deportivo Mongomo und Repräsentant des guineischen Fußballverbandes bei der Fußball-Afrikameisterschaft 2008.